# Haplogrup mitocondrial humà E
L'haplogrup mitocondrial humà E és un haplogrup humà que es distingeix per l'haplotip dels mitocondris. És un subgrup de l'haplogrup M.
L'haplogrup E està distribuït per sud d'Àsia. Fins ara ha estat detectat a la península malaia, a Saba i a Borneo; i també es troba present a la costa de Papua Nova Guinea així com a Taiwan i a les Filipines i en algunes illes del Pacífic com ara Guam.